# Matt Murdock (Marvel Cinematic Universe)
Matt Murdock è un personaggio del Marvel Cinematic Universe (MCU) interpretato da Charlie Cox, basato sull'omonimo personaggio di Marvel Comics e comunemente noto con il suo alias, Daredevil. Murdock è un avvocato specializzato in difesa legale insieme ai suoi colleghi Foggy Nelson e Karen Page, ed aiuta anche altri individui superpotenziati di New York. Di notte veste i panni di un vigilante mascherato per combattere il crimine nella speranza di sconfiggere la corruzione di Hell's Kitchen dopo la battaglia di New York. Pur essendo cieco fin da bambino, è dotato di sensi potenziati che gli permettono di percepire tutto quello che lo circonda e lo rendono un formidabile combattente. Le sue attività lo hanno portato ad entrare in conflitto con nemici come l'uomo d'affari Wilson Fisk e l'organizzazione "Mano", con la quale ha combattuto insieme ai Difensori dopo che la prima ha resuscitato con successo e armato un ex alleato e amante del passato di Murdock, Elektra Natchios.
Al 2025, il personaggio è apparso nella serie televisiva Daredevil (2015–2018) della Marvel Television, nella miniserie The Defenders (2017), nel film dei Marvel Studios Spider-Man: No Way Home (2021) e nelle serie su Disney+ She-Hulk: Attorney at Law (2022) e Echo (2024) e in Daredevil - Rinascita (2025), un revival di Daredevil. Matt Murdock / Daredevil (doppiato dallo stesso Charlie Cox) tornerà anche nella terza serie animata dell'MCU Il vostro amichevole Spider-Man di quartiere (2025). L'interpretazione di Cox ha ricevuto ampi elogi da parte di critica e pubblico, il quale lanciò la campagna "#SaveDaredevil" per chiedere il suo ritorno dopo la cancellazione della serie Daredevil nel 2018.

## Biografia del personaggio

### Primi anni
Matt Murdock nasce nel 1985 da una relazione tra il pugile Jack Murdock e la suora Maggie Grace. Quest'ultima, caduta in depressione dopo l'arrivo del bambino, fa ritorno in chiesa e Matt viene cresciuto esclusivamente dal padre, sviluppando con lui un forte rapporto, mentre ignora la vera identità della madre.
All'età di nove anni, Matt salva la vita a un anziano che sta per essere investito, ma viene colpito in faccia da alcune sostanze chimiche che lo accecano ma allo stesso tempo gli intensificano gli altri sensi. Qualche tempo dopo, Jack viene ucciso da un criminale per non aver perso un incontro come concordato in precedenza e Matt viene mandato in orfanotrofio, dove riceve un'educazione cattolica sotto la guida di padre Paul Lanton. Successivamente viene avvicinato dall'anziano cieco Stick, un ninja che lo prende sotto la sua ala per addestrarlo riconoscendone il potenziale, salvo poi abbandonarlo quando si rende conto di stare legando eccessivamente con il bambino.
Anni dopo, Murdock inizia a frequentare la Columbia Law School e fa amicizia con il suo compagno di stanza Foggy Nelson. Intraprende una breve e intensa relazione con Elektra Natchios, ma la lascia a causa della mancanza di scrupoli della donna nell'uccidere delle persone. Entro il 2015, Murdock e Nelson si laureano con il massimo dei voti e decidono di aprire un loro studio legale chiamato Nelson e Murdock.

### Vigilantismo
Dopo la battaglia di New York e lo scontro fra gli Avengers e i Chitauri di Loki, Hell's Kitchen deve far fronte a un'ondata di criminalità e corruzione e Murdock inizia a combattere il crimine dilagante per le strade con indosso un costume e una maschera neri; viene soprannominato "Uomo Mascherato" dai media, i quali diffidano delle sue vere intenzioni. Matt e Foggy vengono assunti per difendere Karen Page, un'impiegata della Union Allied incastrata per omicidio in quanto ha scoperto illegalità all'interno dell'azienda, mentre la lotta di Matt al crimine lo porta ad affrontare il potente signore del crimine Wilson Fisk, noto anche come Kingpin.
Page e il giornalista Ben Urich lavorano per smascherare i traffici criminosi di Fisk, mentre Matt lo sconfigge in un corpo a corpo permettendone l'arresto. Matt si fa fabbricare un costume rosso e corazzato per abbracciare totalmente la sua identità di vigilante e adotta il nuovo soprannome datogli dalla stampa, Daredevil.

### Lo scontro con la Mano
Circa sei mesi dopo, Murdock, nei panni di Daredevil, indaga sui cartelli di droga, scoprendo che le loro armi sono state rubate da un uomo. Quest'ultimo, di nome Frank Castle, viene soprannominato il "Punitore" dalla stampa, in quanto è un ex militare che, traumatizzato dallo sterminio della sua famiglia, ha iniziato a giustiziare violentemente i criminali di Hell's Kitchen. Murdock fa arrestare il criminale e, come Murdock, convince Foggy a rappresentare Castle in tribunale. Nello stesso periodo, torna in città Elektra, la quale coinvolge Matt in uno scontro con l'organizzazione criminale Mano insieme a Stick.
A causa degli impegni come vigilante, Murdock trascura i suoi doveri di avvocato e Castle viene inviato in prigione; ciò provoca un litigio con Nelson e la loro separazione professionale. Durante lo scontro con la Mano, Elektra viene uccisa e Matt, che ha iniziato una relazione con Page, le rivela la sua identità di Daredevil.

### I Difensori
Mesi dopo la morte di Elektra, Murdock ha smesso di essere un vigilante e opera come avvocato pro bono, venendo inviato a rappresentare Jessica Jones dopo che un uomo si è suicidato nell'ufficio della donna. Jones continua a indagare sul Midland Circle nonostante le raccomandazioni di Murdock ed entrambi finiscono involontariamente per aiutare Luke Cage e Danny Rand a fuggire dalla Mano. Durante lo scontro, Murdock combatte Black Sky, che si rivela essere Elektra, riportata in vita.
I quattro si rifugiano in un ristorante e vengono raggiunti da Stick, il quale racconta loro del conflitto della Mano con i Casti e K'un L'un. Cage cattura il leader della Mano, che rivela loro il piano dell'organizzazione, ovvero sfruttare il pugno d'acciaio di Rand per accedere alle ossa di drago nel Circolo delle Terre Centrali. Black Sky trova il gruppo, uccide Stick e cattura Rand, dando il via al conflitto finale al Midland Circle. Il gruppo di eroi (denominati Difensori) decidono di far crollare l'edificio addosso ai membri della Mano, ma Murdock rimane indietro per cercare di far tornare in sé Elektra, morendo apparentemente.

### Il ritorno di Kingpin
Mentre il destino di Elektra rimane incerto, Matt sopravvive al crollo dell'edificio e finisce nel sistema fognario di New York, venendo trovato da un tassista che lo porta da Lanton e Grace, i quali si occupano di lui. Mentre si riprende dalle ferite, Murdock ha una crisi di fede e decide di riprendere le attività di Daredevil, indossando un costume simile a quello indossato agli inizi delle sue imprese da vigilante. Nel 2017, Fisk riesce a manipolare l'FBI per farsi liberare di prigione e riesce a scoprire la vera identità di Daredevil, mettendo in difficoltà il lavoro di Foggy, rendendo Murdock e Page ricercati e sfruttando lo psicopatico e sanguinario agente dell'FBI Dex Poindexter, facendogli indossare i panni di Daredevil per screditare l'immagine del vigilante. Matt, esasperato dalla situazione, si convince sempre di più che i metodi legali non bastano per fermare Fisk e che l'unico modo possibile è ucciderlo; comincia anche ad allucinare lo stesso Fisk come una sorta di "diavolo sulla spalla".
Murdock si prepara ad uccidere Fisk, ma rinuncia al suo proposito per salvare Page, in quanto Fisk ha ordinato a Poindexter di ucciderla; nel violento scontro, Lanton muore. Murdock, insieme a Nelson e Page, fa un ultimo tentativo legale di portare alla luce le attività di Fisk tramite l'agente corrotto Ray Nadeem, ma la giuria viene compromessa e Nadeem ucciso da Poindexter. Matt riesce a sfruttare alcune piste per mettere Poindexter contro Fisk e affronta entrambi i criminali, quasi uccidendo Fisk ma decidendo di lasciarlo arrestare con la promessa che non rivelerà a nessuno la sua identità segreta e che lascerà stare lui, Page e Nelson, altrimenti smaschererà il ruolo di sua moglie Vanessa Marianna nella morte di Nadeem. Fisk viene arrestato grazie a una confessione postuma di Nadeem e Matt si riavvicina a Foggy e Karen, aprendo insieme a loro un nuovo studio legale.

### Sopravvissuto al Blip
Nel 2018 Murdock è sopravvissuto al Blip. Nel 2021, durante un appostamento, incontra gli uomini di Fisk e Maya Lopez. Affronta brevemente Lopez prima di sparire.

### L'aiuto a Peter Parker
Nel 2024, Murdock viene assunto come avvocato da Peter e May Parker, in quanto Quentin Beck / Mysterio ha incastrato Peter Parker per il suo omicidio svelando al mondo la sua identità segreta di Spider-Man. Matt riesce a far ritirare tutte le accuse contro Peter, ma lo avverte che dovrà comunque affrontare l'opinione pubblica. Riesce a bloccare una roccia lanciata da un sostenitore di Mysterio, mostrando a Parker le sue abilità potenziate. In seguito rappresenta Happy Hogan durante un'indagine federale riguardante la tecnologia mancante delle Stark Industries. 

### L'alleanza con She-Hulk
Nel 2025, Murdock riceve una nuova tuta dorata fatta da Luke Jacobson a Los Angeles, difendendolo in un processo contro Jennifer Walters e il suo cliente Eugene Patillo. Dopo la sentenza, Murdock incontra Walters in un bar e, indossando i panni di Daredevil, insegue Patillo, colpevole di aver rapito Jacobson. Nasce uno scontro con Jennifer nella forma di She-Hulk, che si ferma nel momento in cui le rivela la sua identità e il motivo dell'inseguimento. I due si alleano sconfiggendo Patillo e i suoi tirapiedi, arrestandolo e liberando Jacobson, per poi andare a letto insieme. Il giorno seguente, Murdock se ne va, salvo poi tornare una volta dopo la sconfitta di Todd da parte di Walters; in seguito, i due vanno a festeggiare con la famiglia di Jennifer.

### La rinascita di Daredevil
Nel 2025, Matt e i suoi amici Karen Page e Foggy Nelson stanno festeggiando il pensionamento di Cherry. A un certo punto Foggy riceve una chiamata da un amico in pericolo a casa sua. Matt e Karen chiedono spiegazioni, intanto al telefono si sentono delle urla. Matt va ad indagare nei panni di Daredevil. Quando arriva sul posto, sente il mirino del fucile di Benjamin Dex Poindexter, conosciuto come il killer Bullseye, che spara Foggy, che muore tra le braccia di Karen. Matt affronta Bullseye, e quando sente il cuore del suo migliore amico fermarsi, infrange la sua regola di non uccidere, e butta Dex dal quarto piano, anche se egli sopravvive.
Nel 2026, Murdock non è più il vigilante Daredevil: ha un nuovo studio tutto suo con la procuratrice Kirsten McDuffie, che li fa conoscere la psicologa Heather Glenn, con cui inizia una relazione. Nel frattempo, viene a sapere che Kingpin è il nuovo sindaco di New York. Murdock decide di difendere Hector Ayala, alias il vigilante Tigre Bianca, accusato di aver ucciso un poliziotto durante una colluttazione con due di essi, che facevano parte di una parte di polizia caratterizzata da un simbolo col teschio del Punitore. Ha uno scontro con dei poliziotti mandati ad uccidere il testimone che Hector ha salvato dai poliziotti, mettendoli a tappeto in poche mosse. Riesce a far scagionare Hector, ma per farlo rivela il fatto che sia un vigilante, provocandone indirettamente la morte.
Ha un incontro con Frank Castle con cui parla del sul suo ruolo da vigilante, sul suo tentativo di uccidere Dex e sulla morte di Foggy. Sventa una rapina in banca, in cui conosce Yusus Khan, padre di Ms Marvel. Viene informato dalla nipote di Hector, Angela del Toro, che egli stava indagando su delle sparizioni di alcune persone su una ferrovia abbandonata, a causa del sadico killer Muse, che usa il sangue delle vittime per creare dei murales. Matt inizialmente non vuole indagare, ma quando scopre che Muse ha rapito la ragazza, riveste i panni di Daredevil e lo affronta. Scopre che Muse vuole uccidere Heather, così va subito nell'appartamento della donna, dove il killer sta per ucciderla. Dopo un violento scontro, Muse viene ucciso da Heather da dei colpi di pistola. Va a trovarla in ospedale, dove sente che il sindaco Wilson Fisk ha dato il merito della morte di Muse alla sua nuova Task Force anti-vigilanti. Benjamin Dex Poindexter riesce ad evadere dalla prigione e si precipita alla festa dei Fisk per uccidere Wilson, ma Murdock, dopo aver scoperto che è stata Vanessa a mandare Poindexter a uccidere Foggy, prende il proiettile per Fisk e finisce in ospedale. Wilson manda Buck Cashman a uccidere Matt, ma non ci riesce perché Matt scappa e torna nel suo appartamento dove trova Frank Castle, i due hanno uno scontro con i membri della Task-force di Fisk, dove li uccidono tutti tranne Cole North, che si scopre essere l'assassino di Ayala. I due si riescono con Karen, che ha mandato Castle a salvare Murdock. Matt e Karen scoprono che i Fisk vogliono costruire una città-stato a Red Hook, mentre Frank va a Red Hook a scontrarsi con i restanti membri della Task-force ma viene messo K.O. Fisk uccide brutalmente il commissario Gallo, che tentato di tradirlo, e mette al bando il vigilantismo, imprigionando i suoi oppositori a Red Hook.

## Caratterizzazione

### Aspetto
Gli abiti di Murdock si differenziano più per la struttura che per il colore, il quale presenta una varietà limitata in quanto il personaggio non può vederlo ma deve sapere che quello che indossa sarà coordinato. Il fisico di Cox nel corso della serie è cambiato a causa dell'intenso addestramento fisico a cui si sottoponeva.
Riguardo alle idee dietro la realizzazione degli abiti civili e da vigilante di Murdock, la costumista Stephanie Maslansky ha spiegato che Matt si traveste sia di giorno che di notte, ragion per cui gli occhi sono sempre coperti da una maschera o da occhiali scuri. Entrambi gli stili sono considerati delle "uniformi" da Murdock perché pratiche, funzionali e protettive e rimarcano come, sia come avvocato che come vigilante, Matt cerca di mantenere una distanza "professionale" dalle persone che aiuta o che lo aiutano.
Nella prima stagione, piuttosto che il suo tradizionale abito rosso con le corna, Murdock indossa un costume nero chiamato "costume da vigilante" dalla produzione, ispirato a quello usato dal personaggio in Devil – L'uomo senza paura di Frank Miller; tale scelta deriva dalla decisione di evidenziare la formazione di Matt Murdock nei panni di Daredevil con lo sviluppo parallelo del suo costume. Quesada ha concettualizzato l'aspetto del vestito basandosi sulle istruzioni di DeKnight. Maslansky, per il costume da vigilante, fece diverse ricerche online e in negozi dell'esercito, della marina e di abbigliamento sportivo, affinché sembrasse che l'abito fosse stato messo insieme da Murdock con diversi acquisti in città. La maschera nera che gli copre metà del volto è invece fatta di strati di cotone per mantenere un equilibrio tra estetica e sicurezza, in quanto doveva adattarsi alla testa dell'attore ma, allo stesso tempo, permettergli di vedere attraverso essa. Riguardo al costume rosso definitivo che Murdock indossa alla fine della prima stagione, Maslansky ha spiegato di voler realizzare qualcosa che apparisse "militarista e funzionale, ma anche drammatico e sexy", aggiungendo che è stato difficile renderlo pratico.
Quesada ha discusso con Ryan Meinerding, i costumisti e il team di progettazione dei Marvel Studios per mettere insieme le idee sul design del costume e alla fine è stato scelto uno dei capi di Meinerding. Quesada aveva in precedenza lavorato come artista nei fumetti di Daredevil e ha dato diversi suggerimenti, come l'uso di forme "architettoniche" per riferirsi a New York. L'abito ha l'aspetto di un giubbotto in kevlar e le parti nere sono un omaggio ad alcuni fumetti in cui Daredevil viene ritratto parzialmente in ombra. Meinerding ha notato delle difficoltà nella produzione della maschera, in quanto bisogna realizzare l'intera metà superiore del viso che deve corrispondere alla metà inferiore del volto dell'attore, anche a causa del contrasto con l'espressività dell'attore.
DeKnight ha parlato delle modifiche apportate al vestito rispetto ai fumetti, tra cui il motivo per cui sull'abito rosso di Murdock non appaiono le iniziali DD, spiegando che nella serie il personaggio ottiene il costume prima del suo soprannome da eroe; parte della difficoltà nel trasporre dal vivo l'abito è lo stampo "realistico" della serie rispetto al design dell'abito nella versione cartacea. La maschera di Daredevil è stata modificata affinché coprisse per intero il naso di Murdock piuttosto che solo metà, in quanto altrimenti Cox sarebbe stato riconoscibile e si sarebbe notata la differenza tra lui e la sua controfigura.
In She-Hulk: Attorney at Law, il costume di Daredevil è simile a quello rosso che indossava nella serie Netflix, ma con una nuova combinazione di colori che include il giallo come durante la sua prima apparizione fumettistica. I Marvel Studios avevano chiare intenzioni su come sarebbe stato il suo costume per la serie.

### Personalità e poteri
Murdock non è dotato di forza superiore e neppure invulnerabile; l'unico suo superpotere è quello di avere i sensi molto più potenziati di un normale essere umano. DeKnight ha osservato che il personaggio ha una moralità "grigia", in quanto di giorno opera come avvocato sotto giuramento, mentre di notte rompe tale giuramento per "uscire e fare cose molto violente". La religione cattolica di Murdock gioca un ruolo importante nella sua serie e DeKnight lo definisce "uno dei personaggi, se non il personaggio, più religiosi dell'universo Marvel". Cox è cresciuto lui stesso come cattolico e ha trovato ciò molto utile, dichiarando: "Ci cresci immerso [nella religione]. Se sei in chiesa, in piedi davanti all'altare, sai automaticamente come rispondere. Tutto entra in gioco: ti inginocchi, ti siedi sulla panca. Non ho dovuto fingere niente di tutto questo".
Riguardo a come il nome Daredevil venga introdotto nella serie, DeKnight ha spiegato che se n'è discusso parecchio; era stato presa in considerazione l'idea di trasporre una versione dei fumetti in cui Matt da bambino veniva schernito con tale nome, ma fu ritenuta inadatta per la serie. In un'altra versione, sarebbe stato Ben Urich a chiamare per la prima volta il vigilante come Daredevil, ma i tempi non erano giusti in quanto Murdock avrebbe abbandonato il costume nero per indossare quello rosso tradizionale dopo la prematura scomparsa di Urich. La soluzione fu quella di far avvenire la decisione fuori dallo schermo, dicendo sul giornale che all'eroe era stato dato tale appellativo.
Riguardo alla sua interpretazione del personaggio, Cox disse che c'erano diversi aspetti, i più importanti dei quali erano la cecità e la fisicità. In particolar modo, ha riconosciuto che la complessità di Murdock sta nel fatto che di giorno lavora come avvocato che crede nella legge e nella giustizia, mentre di notte diventa un vigilante che prende in mano i due concetti per metterli in pratica da sé. Parlando della difficoltà dell'interpretazione, Cox ha affermato: "Indosso una maglietta ma non posso vedere dove sono i bottoni, perché Daredevil non saprebbe dove sono, ma non posso nemmeno armeggiare". Per meglio rappresentare la cecità del personaggio, Cox ha lavorato con il consulente cieco Joe Strechay e ha calibrato ogni movimento degli occhi affinché non reagissero o guardassero come quelli di una persona capace di vedere.
Riguardo a The Defenders, Cox ha ritenuto che la seconda stagione di Daredevil – nella quale Murdock ha combattuto assieme a Elektra Natchios e a The Punisher – abbia preparato il personaggio ad accettare l'aiuto di altri eroi nella miniserie e che la morte di Natchios avrebbe influenzato profondamente Murdock in The Defenders. Ramirez ha paragonato la relazione tra Murdock e Natchios a una versione più apertamente sessuale dei personaggi di Edward Norton e Brad Pitt in Fight Club, con Elektra che rappresenta il "fardello" di Matt dopo essere tornata in vita.
Il finale di The Defenders implicava che alcuni elementi della terza stagione sarebbero stati ispirati all'arco narrativo Devil: Rinascita. Cox si è detto entusiasta di realizzare un adattamento di tale fumetto, definendolo "una storia straordinaria" con implicazioni "molto eccitanti" per la stagione. Erik Oleson, showrunner della terza stagione, per il tono della storia si è ispirato a Rinascita e Diavolo Custode, costruendo strutturalmente la stagione affinché gli spettatori devoti al cattolicesimo possano riscontrare nelle prime puntate "un messaggio di Dio a Matt", notando che Murdock sarebbe stato fisicamente, emotivamente e spiritualmente. Il personaggio sarebbe rimasto deluso dai suoi sensi potenziati e avrebbe avuto una crisi di fede, arrabbiandosi con Dio e mettendo in dubbio le sue motivazioni e le sue azioni. Per questa ragione, Matt riprende a utilizzare il costume nero della prima stagione in quanto "si addentra nella parte più oscura di sé stesso" e si sente incapace di essere Daredevil, preferendo farla finita piuttosto che andare avanti nella sua vita senza le sue abilità.
Murdock fa ritorno nella serie televisiva Disney+ dei Marvel Studios She-Hulk: Attorney at Law (2022). L'attrice Tatiana Maslany ha affermato che il suo personaggio, Jennifer Walters, e Murdock, sarebbero stati migliori amici, mentre la regista Kat Coiro ha riconosciuto che i due sono accomunati dal fatto di essere entrambi avvocati e supereroi. Gli sceneggiatori hanno avuto il permesso di adattare il personaggio di Daredevil al tono della serie, la quale è una commedia legale con episodi da una mezz'ora l'uno, esplorando il "lato più solare" di Murdock rispetto alle precedenti rappresentazioni più cupe nelle serie Netflix.

## Concezione e sviluppo
Daredevil (chiamato Devil nelle edizioni italiane) è apparso per la prima volta nella testata omonima, Daredevil n. 1, nell'aprile 1964, creato da Stan Lee e Bill Everett con un contributo non specificato di Jack Kirby, il quale ha ideato l'arma distintiva dell'eroe, il bastone denominato "Billy Club".
Nel 2013, Marvel Television e la Disney hanno annunciato che avrebbero concesso a Netflix la produzione di serie televisive incentrate sugli eroi Daredevil, Jessica Jones, Luke Cage e Pugno d'Acciaio che avrebbero portato alla miniserie crossover The Defenders. Nel maggio 2014, Charlie Cox è stato annunciato come interprete di Murdock e Steven DeKnight è stato nominato showrunner della prima stagione.
Parlando della versione di Daredevil che voleva creare, DeKnight in un'intervista rievocò un fumetto dedicato al personaggio realizzato da Frank Miller nel quale Daredevil, in uno scontro con l'assassino professionista Bullseye, lascia precipitare il criminale da un palazzo per impedirgli di uccidere di nuovo. DeKnight affermò di aver letto questo numero da bambino e di essere rimasto impressionato dalla scena; durante la lavorazione della serie, tale fumetto continuava a essere evocato come spunto e, secondo le dichiarazioni: "abbiamo pensato tutti, questo è un eroe a cui manca una brutta giornata per attraversare permanentemente la linea".

### Casting
L'idea di scegliere Cox come Daredevil venne al direttore creativo della Marvel Joe Quesada nel 2012, prima che i Marvel Studios ottenessero i diritti del personaggio dalla 20th Century Fox. Dopo aver letto le prime due sceneggiature della serie di Daredevil, Cox volle essere coinvolto nel progetto dicendo al suo agente che erano le migliori sceneggiature televisive che avesse mai letto. Skylar Gaertner interpreta Matt Murdock da giovane nei vari flashback della serie.
Successivamente, Cox ha spiegato che, a differenza del personaggio dei fumetti Marvel, la sua versione di Daredevil non sarebbe stata quella di "un uomo senza paura", in quanto altrimenti sarebbe stato poco interessante, decidendo di farlo piuttosto confrontare con la sua paura ogni giorno, e renderlo in grado di superarla. Per prepararsi al ruolo, l'attore si è sottoposto a un duro allenamento in palestra così da raggiungere il fisico muscoloso del personaggio nei fumetti.

### La cancellazione della serie e il revival
Nel novembre 2018, Netflix ha cancellato la serie Daredevil dopo tre stagioni; è stato confermato che il personaggio sarebbe tornato in progetti futuri del MCU. Cox si è detto rattristato per la cancellazione della serie, in quanto riteneva che ci fossero molte altre storie da raccontare, soprattutto data la sua eccitazione per le discussioni relative alla potenziale quarta stagione, e si è dichiarato disponibile per tornare a interpretare il personaggio. Dopo la cancellazione della serie, i fan hanno lanciato una petizione con l'intento di mandare avanti la serie, utilizzando l'hashtag "SaveDaredevil": la petizione ha raccolto oltre 300.000 firme.
Nel giugno 2020, Cox è stato contattato dal presidente dei Marvel Studios, Kevin Feige, per riprendere il ruolo di Murdock nelle produzioni del Marvel Cinematic Universe, come confermato da Feige nel dicembre 2021. Il primo dei progetti in cui Cox ha fatto ritorno è stato Spider-Man: No Way Home (2021). L'attrice Jessica Henwick, che ha recitato con Cox in The Defenders, ha indicato che l'attore sapeva da anni dell'opportunità di tornare a rivestire i panni di Daredevil nelle produzioni Marvel Studios. Gli sceneggiatori di She-Hulk inizialmente non pensavano di poter utilizzare Murdock / Daredevil nella serie, prima della conferma ufficiale dello studio.

## Apparizioni

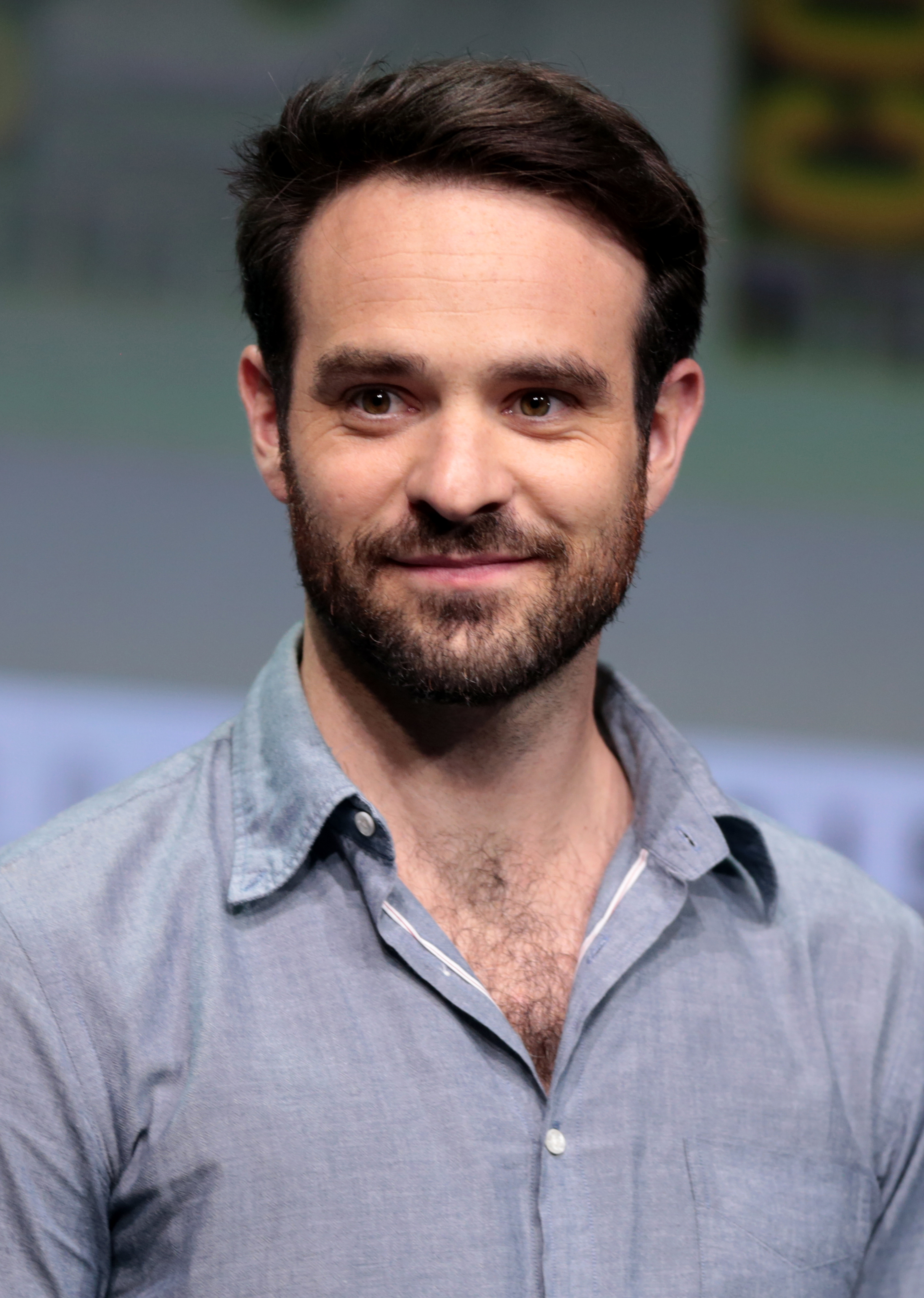
Charlie Cox al San Diego Comic-Con International del 2017.

Il personaggio appare per la prima volta nella serie Daredevil (2015–2018) della Marvel Television e successivamente nella miniserie televisiva The Defenders (2017) come membro fondatore dell'omonimo team. La prima apparizione del personaggio in un progetto dei Marvel Studios è in Spider-Man: No Way Home (2021), dove fa da avvocato a Peter Parker a seguito delle accuse di omicidio. Cox e Vincent D'Onofrio riprendono i ruoli di Murdock e Wilson Fisk / Kingpin nella serie televisiva su Disney+, Echo (2024) e riprenderanno i loro ruoli in Daredevil: Rinascita (2025). Inoltre, Cox appare in She-Hulk: Attorney at Law (2022), e doppierà una versione alternativa di Daredevil nella serie animata Il vostro amichevole Spider-Man di quartiere (2025).

## Accoglienza
Brian Lowry di Variety ha elogiato l'interpretazione di Cox, mentre Mike Hale, scrivendo per il New York Times, ha avuto un'opinione più contrastante, lodandolo come Murdock ma criticandolo come Daredevil.  Liz Shannon Miller di IndieWire, ha lodato l'interpretazione del cast nella prima stagione, in particolar modo di Cox, D'Onofrio e Curtis-Hall.

### Riconoscimenti
| Anno | Premio                         | Categoria                                     | Risultato | Riferimenti |
| ---- | ------------------------------ | --------------------------------------------- | --------- | ----------- |
| 2015 | Helen Keller Achievement Award | Onorario                                      | Vincitore | [ 62 ]      |
| 2016 | Saturn Awards                  | Miglior attore in una serie televisiva        | Candidato | [ 63 ]      |
| 2017 | Saturn Awards                  | Miglior attore in una serie televisiva        | Candidato | [ 64 ]      |
| 2019 | Saturn Awards                  | Miglior attore in una presentazione streaming | Candidato | [ 65 ]      |